# Alte Kirche Lungern
Die alte Kirche Lungern befindet sich in der Gemeinde Lungern des Kantons Obwalden in der Schweiz.
Von der ehemaligen Kirche ist nur noch der Turm erhalten geblieben. Bei der Renovierung im Jahre 1989 wurde eine Treppe mit 78 Stufen eingebaut, der Turm dient seitdem als Aussichtsturm.
Die Aussichtsplattform ermöglicht eine Sicht über den Lungerersee und die umliegenden Berge Turren, Sädel, Güpfi und Gibel.    

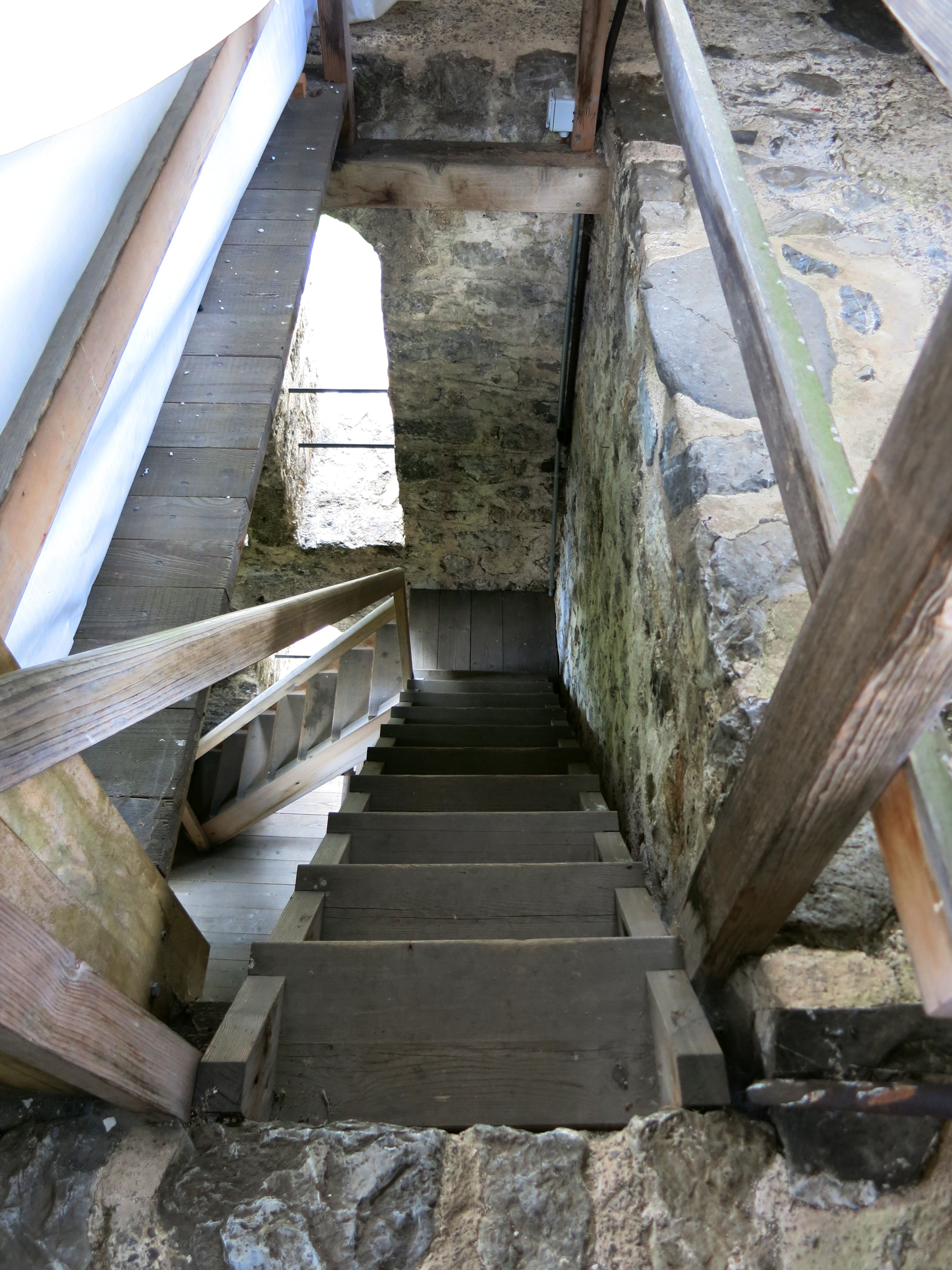
Treppe
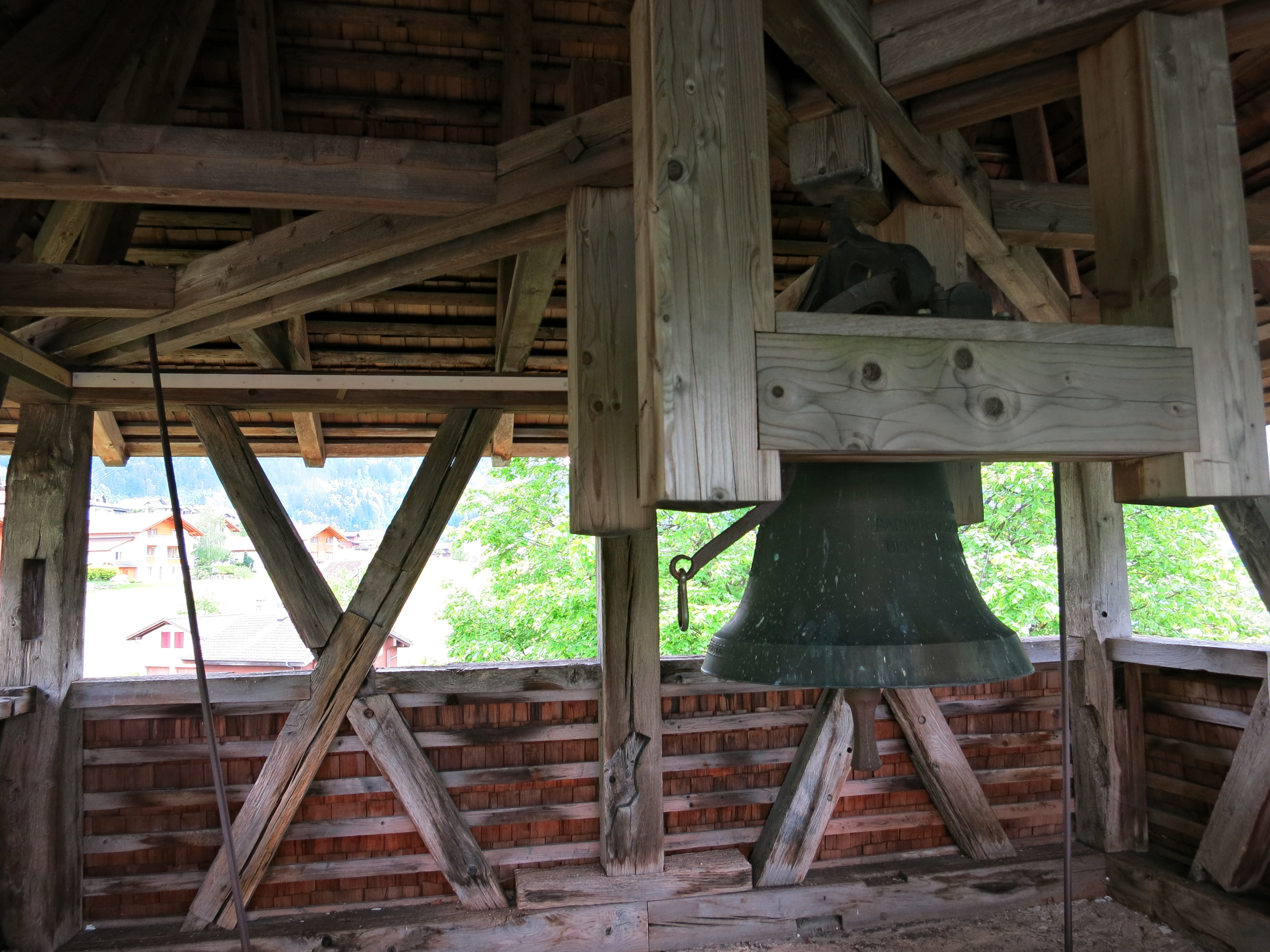
Aussichtsplattform